# Rimšė
Rimšė (in polacco Rymszany) è una città del distretto di Ignalina della contea di Utena, nell'est della Lituania. Secondo un censimento del 2011, la popolazione ammonta a 208 abitanti.
Rimšė è al centro dell'omonima seniūnija, termine con cui si indica la minore unità amministrativa lituana. L’insediamento è localizzato nei pressi del lago Ilgiai, sulla cui riva opposta si trova Antalgė: lo specchio d’acqua segna il confine amministrativo tra il distretto di Utena e quello di Ignalina.
È negli immediati pressi della Bielorussia e centro principale dell’omonima seniūnija.

## Galleria d’immagini

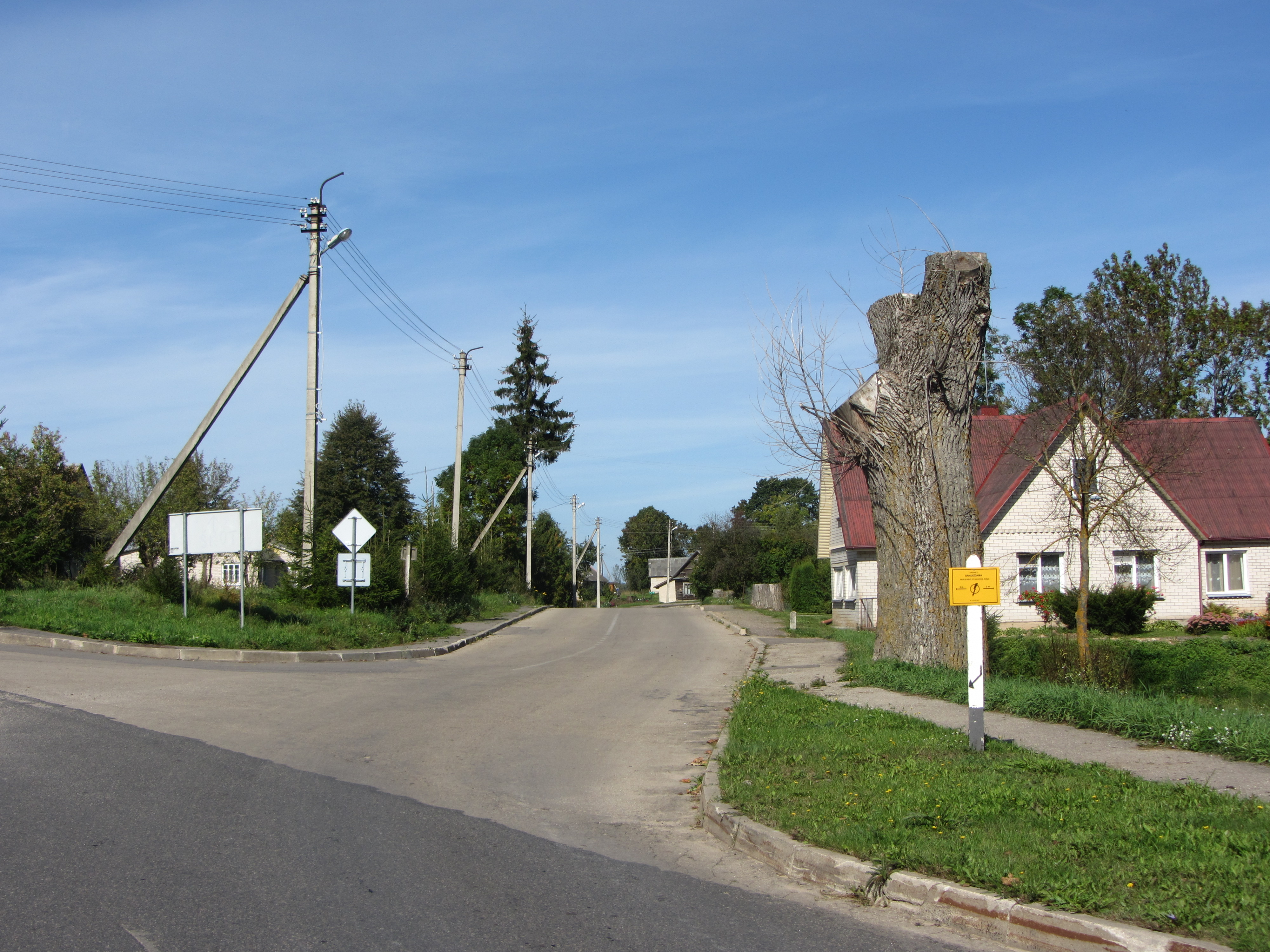
Strada cittadina
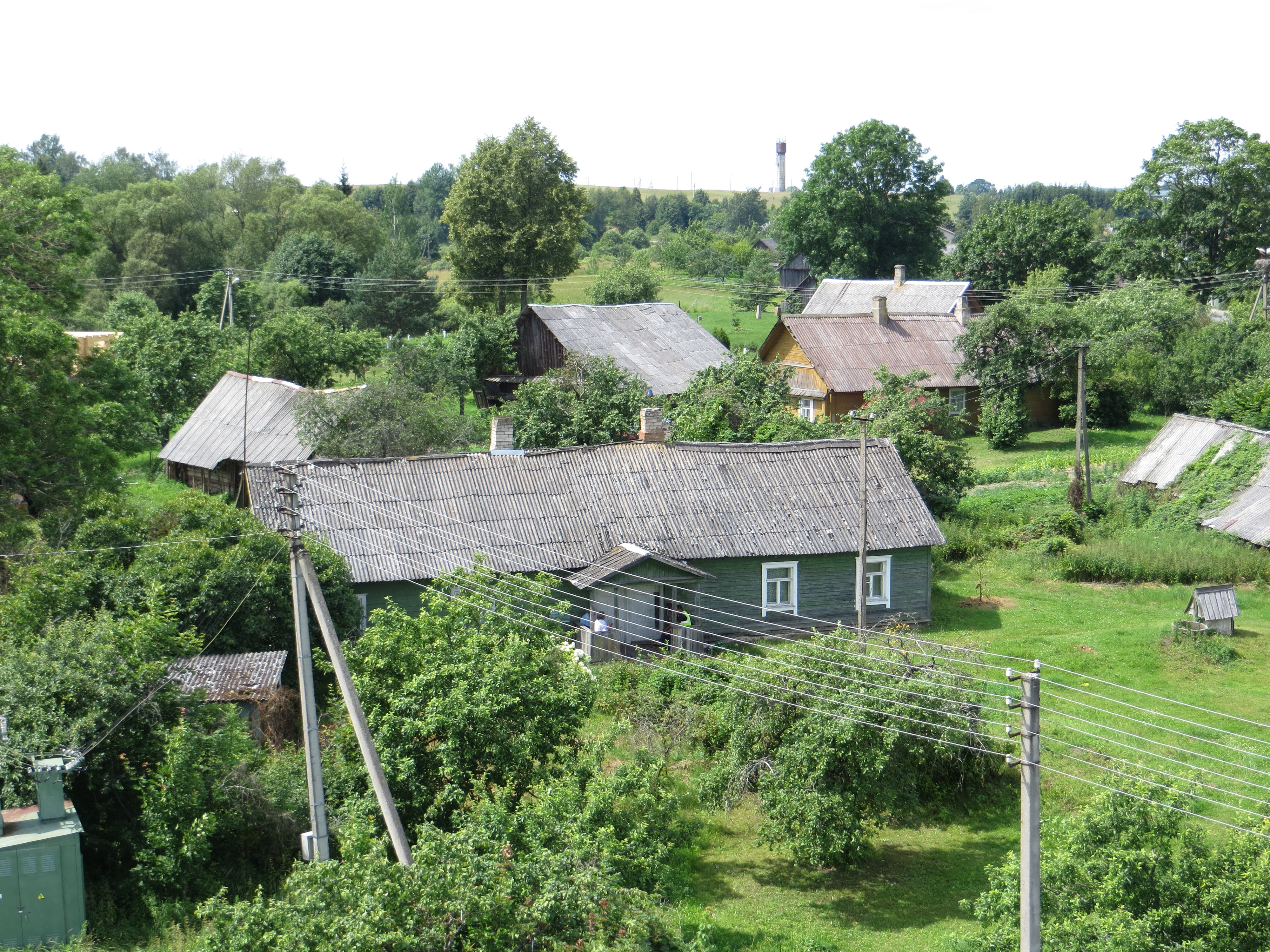
Architettura delle costruzioni locali
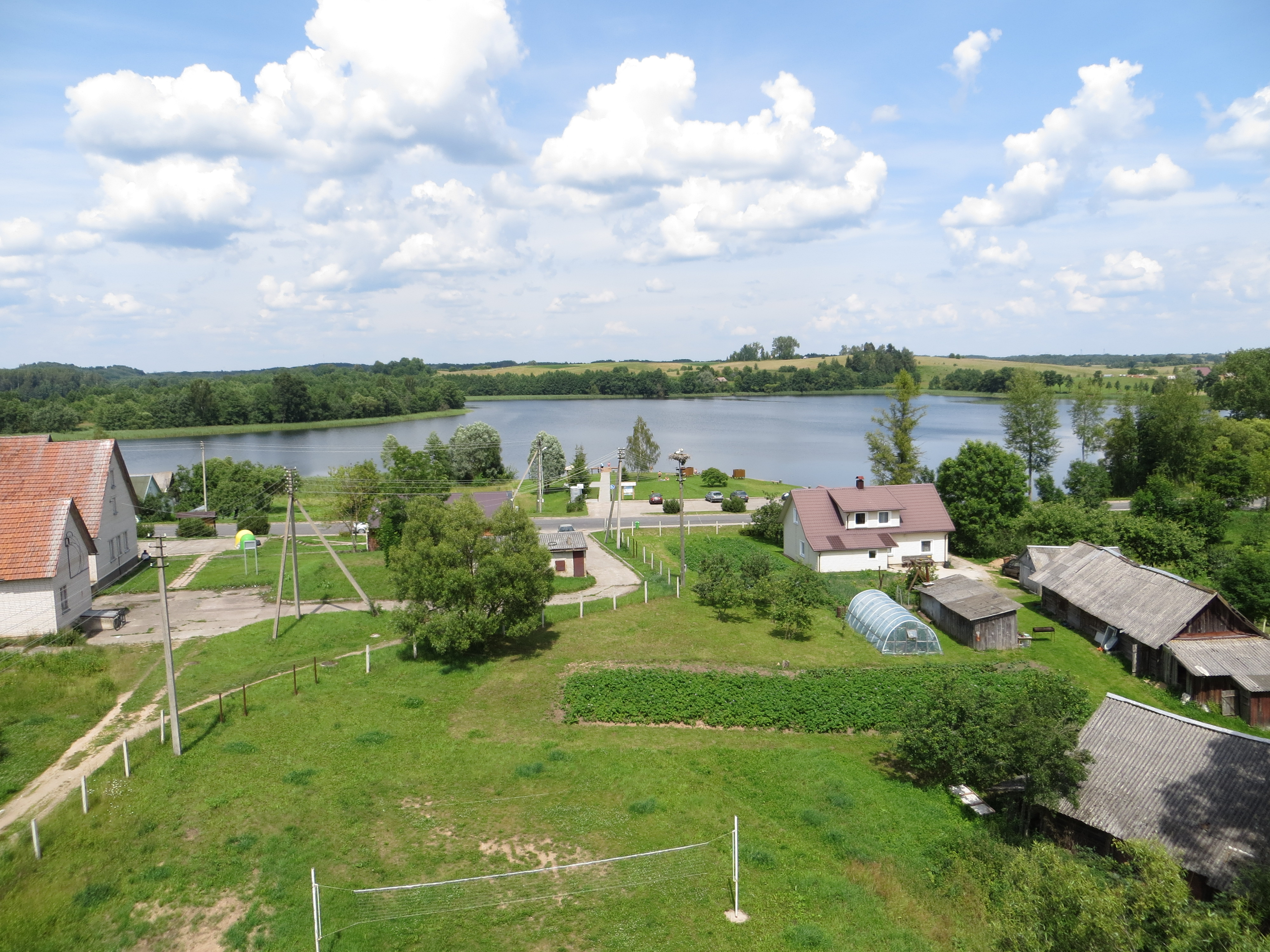
Vista dall’alto della costa sul lago Ilgiai
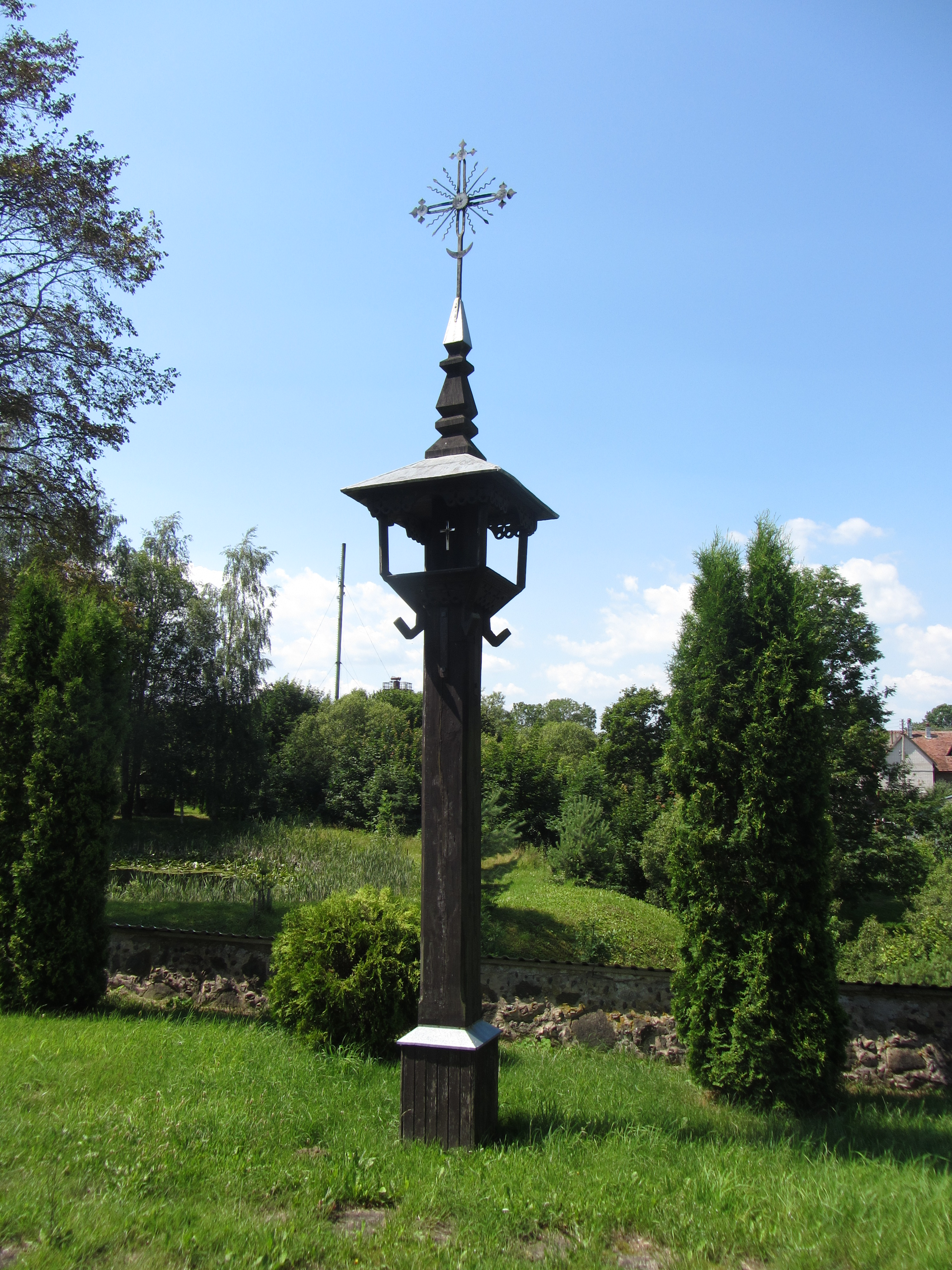
Costruzione religiosa